# Megalactis hemprichi
Megalactis hemprichi är en havsanemonart som beskrevs av Ehrenberg 1834. Megalactis hemprichi ingår i släktet Megalactis och familjen Actinodendronidae. Inga underarter finns listade i Catalogue of Life.